# Sloup vděčných Maďarů
Sloup vděčných Maďarů se nachází u silnice ve svahu pod hotelem Imperial nad pravým břehem řeky Teplé v jižní části Karlových Varů.

## Historie
Pamětní sloup nechali vztyčit v roce 1883 vděční lázeňští hosté z Maďarska na počest karlovarských minerálních pramenů. Pomník věnovali lázeňskému městu Karlovy Vary.
Autorem díla byl karlovarský sochař L. Tröger.

## Popis
Pomník se nachází v serpentinách silnice U Imperiálu na terase ve svahu pod hotelem Imperial na jižním okraji města.
Jedná se o žulový sloup (obelisk) na hranolovém podstavci s horní i spodní profilovanou krycí deskou, která stojí na dvou zkosených žulových stupních. Sloup má podobu třístupňového komolého jehlanu, půdorys je čtvercový. Tři strany podstavce nesou pozlacené nápisy ve třech jazycích (němčině, maďarštině a francouzštině). Nápisy jsou věnovány pramenům a v českém překladu zní „Karlovarským pramenům – vděční Maďaři“. Na zadní straně je u paty podstavce pozlacený nápis „L. Tröger. Karlsb.“